# A na koniec przyszli turyści
A na koniec przyszli turyści (niem. Am Ende kommen Touristen, ang. And Along Come Tourists) – niemiecki film z 2007 roku w reżyserii Roberta Thalheima.

## Opis fabuły
Młody Niemiec o imieniu Sven w ramach wojskowej służby zastępczej wyjeżdża do Oświęcimia, aby pracować na terenie byłego niemieckiego obozu Auschwitz-Birkenau w schronisku młodzieżowym. Musi także opiekować się byłym więźniem Stanisławem Krzemińskim, który młodego Niemca traktuje z pogardą i rezerwą.

## Obsada
- Alexander Fehling – Sven Lehnert
- Ryszard Ronczewski – Stanisław Krzemiński
- Barbara Wysocka – Anna
- Lena Stolze – Andrea Schneider
- Piotr Rogucki – Krzysiek
- Halina Kwiatkowska – Zofia Krzemińska
- Rainer Sellien – Klaus Herold
- Roman Gancarczyk – Karol